# Colegio Maristas de San Isidro (Lima)
El Colegio Maristas de San Isidro de Lima  fue un colegio ubicado en el distrito de San Isidro, en la ciudad de Lima, capital del Perú. Estuvo situado en la cuadra 5 de la avenida Camino Real entre las calles Choquehuanca y Lizardo Alzamora. El local fue inaugurado en 1938 y demolido en 1999. El Colegio Maristas San Isidro funcionó hasta diciembre de 1979. Luego se fusionó con el Colegio Champagnat (Lima, Perú) en 1980, hasta su cierre en 1999.

## Historia
En 1936, el Maristas San Isidro contaba con 45 estudiantes y funcionaba en la avenida Del Bosque 185 (hoy, calle Daniel Hernández), esquina con Manuel Bañón. De ese local, pasaron a la calle Francisco de Zela 205 (actual Antero Aspíllaga). Al terminar 1939, el Hermano Pablo Nicolás dejó la dirección del plantel con 110 alumnos, de los cuales 89 eran de primaria y veintiuno de secundaria.
En 1945, asumió la dirección el Hermano Carmelo, quien ejerció el puesto sólo un año pues, a la muerte del Provincial Gedeón, pasó a reemplazarlo en el cargo. Quedó entonces como director del colegio, el Hermano Ángel Urbano. El 16 de noviembre de 1947, se fundó el Grupo Scout número 2 con la presencia de las máximas autoridades del escultismo nacional y del Hermano Provincial. En agosto del año siguiente, con una fiesta gimnástica, se inauguró el Grupo Lobatos de la tropa Scout, rindiéndose homenaje al Hermano Sebastiani, quien había llegado al Perú en calidad de delegado del reverendísimo hermano superior general. En agosto de 1949, el colegio adquirió su tercer ómnibus y una camioneta.
En 1954, el Padre Constancio Bollar, C.P. -quien desde 1937 se había hecho cargo de la pequeña iglesia cercana al colegio- decide levantar una nueva por encima de la antigua, debido al crecimiento del distrito de San Isidro. La nueva Virgen del Pilar, siempre a cargo de la Orden Pasionista, se inauguró el 4 de diciembre de ese año. 
En 1980, el colegio Maristas de San Isidro se convierte en colegio primaria (1° grado hasta 4° de primaria). A partir de 5° de primaria los alumnos se mudaron al Colegio Champagnat del distrito de Miraflores.

## Descripción interna
La puerta principal de la esquina de la avenida Camino Real con la calle Choquehuanca era el acceso al área administrativa (Secretaría, Dirección, Salón de Profesores, Biblioteca) y por donde sólo ingresaba el personal administrativo y los profesores. Los alumnos entraban por un portón en la calle Lizardo Alzamora y por una puerta lateral que daba a Choquehuanca. El colegio tenía dos pisos para las aulas, una biblioteca, un gimnasio con piscina dentro, patio, cancha de fútbol, cochera y una capilla.

## Uniforme
El uniforme del San Isidro consistía de saco azul marino, camisa blanca y pantalón beige oscuro. Esa combinación, que para los mayores también incluía corbata azul, duró hasta 1970; puesto que, el siguiente año, la Reforma Educativa del General Velasco decidió alinear a todos los estudiantes del país con el recordado "uniforme único", mezcla de blanco y negro. Luego en los años 80 y 90 volvió el color del uniforme anterior. Los alumnos también portaban un overall de color plomo.

## Alumnos destacados
- Allan Wagner Tizón, excanciller
- Gonzalo Farfan, vocalista y compositor de la banda Inyectores
- Antonio Meier, exalcalde de San Isidro
- Carlos Bringas Claeyssen, alcalde de Jesús María
- Francisco Tudela van Breugel Douglas, excanciller
- Enrique Congrains, escritor
- Enrique Zileri Gibson, periodista
- Rafael Rey Rey, exministro
- Carlos Pareja Ríos, diplomático y embajador peruano en los Estados Unidos.
- Guillermo F. Pérez-Argüello, ex-embajador de Nicaragua en el Brasil y concurrente en el Perú
- Raúl Diez Canseco Terry, exvicepresidente
- Víctor Andrés García Belaúnde, congresista
- Miguel Caillaux Zazzalli, exministro
- Alberto Borea Odria, exsenador